# Стоянович, Любомир
Любомир Стоянович (1860—1930) — сербский филолог и политический деятель (лидер радикальной партии).
Был профессором славянской филологии в Великой школе в Белграде, позже министром народного просвещения министерства Аввакумовича (после убийства Александра и Драги) и министром-президентом после падения второго министерства Пашича в 1905 г. Член-корреспондент АН СССР c 14.01.1928 по Отделению гуманитарных наук (разряд русского языка и словесности (славянская филология, история)).
Из работ его более известны:
- «Стари српоки хрисовуљи, акти, биографиjе, летописи» (1890),
- «Мирославово Jеванђеље» (1897),
- «Рукописи и старе штампане книге» (1903),
- «Стари српски записи и натписи» (1902—1905,
- «Новые Слова Климента Словенского» (СПб., 1905).